# Oleh Lyscheha

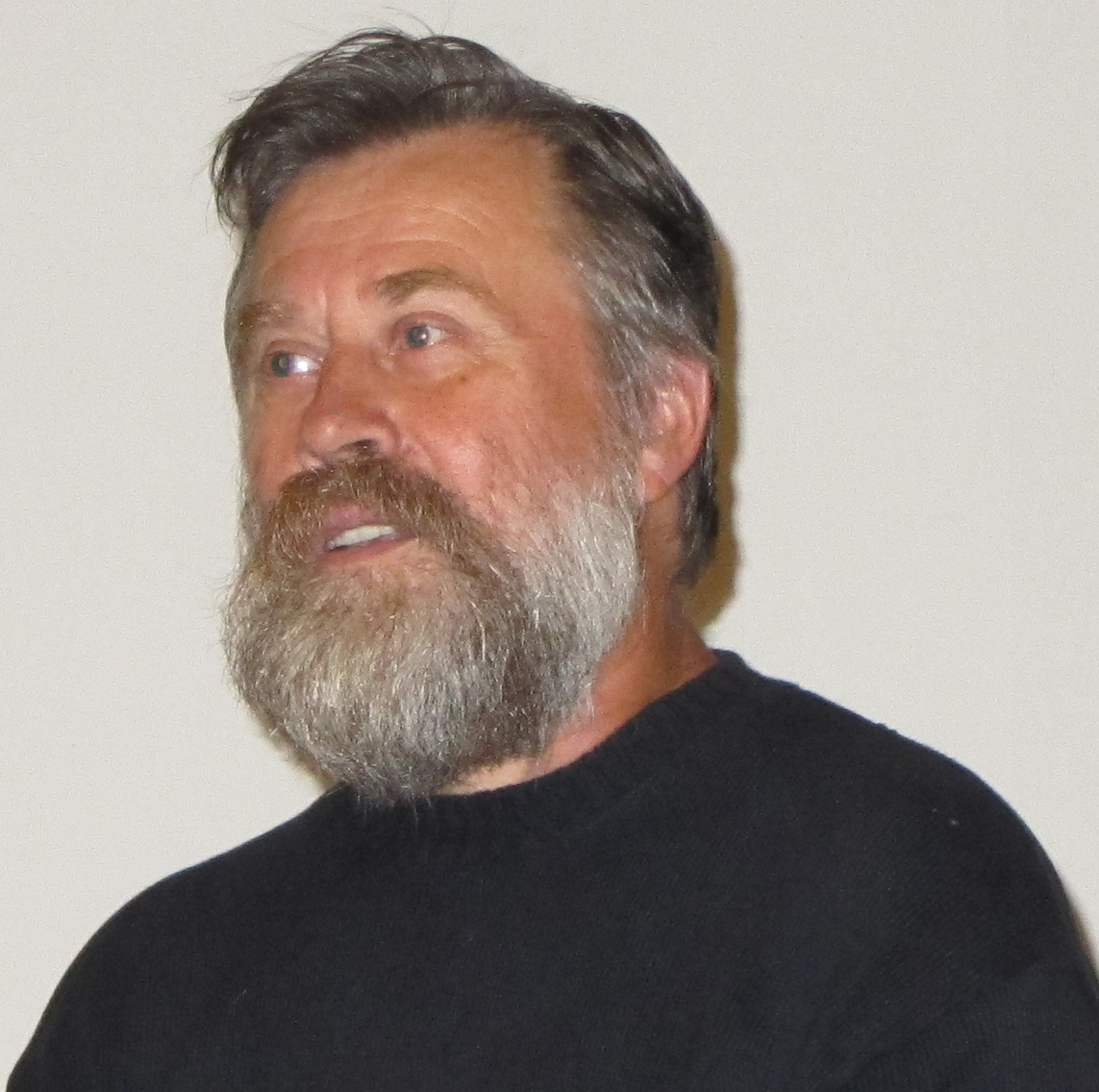
Oleh Lyscheha auf dem Bookforum Lwiw 2012

Oleh Bohdanowytsch Lyscheha (ukrainisch Олег Богданович Лишега; wiss. Transliteration Oleh Bohdanovyč Lyšeha; * 30. Oktober 1949 in Tysmenyzja, heute Oblast Iwano-Frankiwsk; † 17. Dezember 2014 in Kiew) war ein ukrainischer Schriftsteller, Literaturkritiker. Mitglied des Ukrainischen PEN-Clubs P.E.N.

## Biographie
Oleh Lyscheha wurde 1949 in der Kleinstadt Tysmenyzja geboren und stammte aus einer Lehrerfamilie:  Seine aus Saporischschja stammende Mutter unterrichtete ukrainische Sprache und Malen, der Vater hingegen Fremdsprachen. Die Großeltern väterlicherseits waren Kürschner.
Ab 1968 studierte Lyscheha an der Nationalen Iwan-Franko-Universität Lwiw englische Philologie. Hier lernte er gemeinsam mit Victor Morozov, freundete sich mit Hryhorij Tschubaj an und wechselte mit diesen beiden Poeten und Künstlern, der eine wurde auch Liedermacher-Barde, der andere zeitweilig Bühnenbildner-Dekorateur, und weiteren Gleichgesinnten zunehmend in ein Bohèmeleben. Insbesondere Tschubajs Impulse und die Lektüre amerikanischer wichtiger Autoren, die Apologeten nonkonformistischen Lebens waren, die er später auch übersetzte, ließen ihn beginnen, auch selbst Gedichte zu schreiben. Nachdem er 1971 in der Samizdat-Zeitschrift Skynja (Скриня) wie auch seine Freunde Gedichte und andere Arbeiten veröffentlicht hatte, flog der ganze Kreis der sogenannten Lwiwer Bohème auf, alle erhielten Verweise. Lyscheha wie Morozov  wurden von der Universität aus dem letzten Kurs (Semester) ausgeschlossen.
Lyscheha musste folglich sogleich seinen zweijährigen Militärdienst antreten. Da dieser in Burjatien abzuleisten war, gewann er neue Impulse. Nach Beendigung des Militärdienstes 1974 blieb er zunächst weiter in Burjatien, unterrichtete Englisch in einer Dorfschule und beschäftigte sich mit chinesischer Literatur und Philosophie. So wurde dies die zweite Etappe seines Bohèmelebens.
Nach weniger als einem Jahr zog es ihn aber wieder zurück nach Lwiw, wo er nun bei Jurij Wynnytschuk bzw. Mykola Rjabtschuk wohnte. Nachdem er hier einige Monate auf dem Stryjsker Markt gemeinsam mit Wynnytschuk als Lastträger für Bücher gejobbt hatte, wechselte er wieder in seine Heimatstadt und arbeitete dort in einer Pelzfabrik.
1977 zog Lyscheha nach Kiew, wo er neue Freunde fand: die Dichterin Natalija Mesenjewa und dem Dichter und Maler Mykola Worobiow. Er arbeitet nun, ein Impuls Tschubajs, als Bühnenbildner an der unweit des Höhlenklosters gelegenen Theater- und Filmhochschule, der Kiewer Nationalen Universität für Theater, Kino und Fernsehen namens Iwan Karpenko-Karyj (Київський національний університет театру, кіно і телебачення імені Івана Карпенка-Карого). Die Zeit nannte er seine Töpfer-Zeit. Gleichzeitig schrieb er weiter an seinen Texten und erst nach gut zehn Jahren im Alter von 40 Jahren konnte er seine ersten Bücher veröffentlichen: Nachdem das Veröffentlichungsverbot ab 1988 nicht mehr galt und die Sowjetunion zusammengebrochen war, begann eine Zeit gezwungener gesamtgesellschaftlicher Bohème und Lyschehas öffentlich sichtbare schöpferische Phase.
Am 17. Dezember 2014 verstarb er völlig unerwartet in Kiew.

## Auszeichnungen
- 2000 P.E.N.-Club  Preis für die beste Übersetzung (die englische Übersetzung seiner Gedichte)
- 2012 LitAkcent für Die große Brücke

### Werk
1989 erschien Lyschehas erster literarischer Band Große Brücke. Die Texte des ersten Teils, Winter in Tysmenyzja, spiegeln in Gedichten erinnernd die früheren Jahre seines Lebens, die des zweiten Teils, Große Brücke die Zeit in Kiew und in dem Vorort Hlewacha.
1990 erschien der von ihm gemeinsam mit einem einstigen sowjetischen Kapitän Ihor Sujew übersetzte Band Geschichten aus dem alten China.
1997–1998 weilte Lyscheha durch ein Fulbright-Stipendium beflügelt an der University of Pennsylvania. In Lemont lebend arbeitete er an Übersetzungen seiner Gedichte ins Englische und einer Anthologie.
Außer der 2000 ausgezeichneten englischen Übersetzung erschienen seine Gedichte auch auf Polnisch, Russisch, Deutsch und Japanisch.
Aus den weiteren Jahren sind außer neuen Ausgaben seiner Gedichte künstlerische Umsetzungen nach seinen Gedichten bemerkenswert: 2003 inszenierte Virljana Tkacz von der Gruppe YARA nach Motiven von Lyschehas Gedicht Schwan ein Theaterstück, am 8. April 2011 führte sie ein weiteres Stück auf, das nach Lyschehas Gedicht Rabe von 1987 gestaltet war.
Seinen letzten großen Auftritt hatte Lyscheha auf dem Franko Fest im Juli 2012.
Prägenden Einfluss auf Lyschehas Schaffen hatten außer den literarischen ukrainischen Vorbildern Iwan Franko und Bohdan-Ihor Antonytsch sein Freund Hryzko Tschubaj, in dem, polyglott und belesen, und biblisch-christliche Bilder und Motive aufgreifend, er einen Repräsentanten byzantinischer Kultur sah. So wie die Byzantiner problemlos wie mit Spolien die ererbte Kultur ein- und umbauten, so spielte Lyscheha mit Bildern: Ich habe nie einen Dichter gesehen, der poetischer sprach als er Gedichte schrieb, sagte Taras Prochasko. Entsprechend war Lyscheha auch schließlich von D. H. Lawrence und den amerikanischen Autoren geprägt, die er auszugsweise ins Ukrainische übersetzte: T. S. Eliot, Ezra Pound, Mark Twain, Malcolm Lowry, Henry David Thoreau, Sylvia Plath, Robert Penn Warren, John Keats. Zwischen dem allgemein abgelehnten Sozialistischen Realismus, Modernismus der Kiewer Schule der Poesie und der Postmoderne fand er seinen eigenen Platz.
Außer in seinem dichterischen Dasein hat Lyscheha sich Anfang der 1990er Jahre als bildender Künstler betätigt und Holzskulpturen geschaffen. Hierfür erhielt er 1993 in Iwano-Frankiwsk auf der 3. Internationalen Biennale Impresa ein Diplom.

### Gedichtbände
- Die große Brücke (Великий міст). Molod, Kiew 1989. Erweiterte Neuausgabe, Piramida, Lwiw 2012.
- Dem Schnee und dem Feuer (Снігові і вогню). Lineja-NW, Iwano-Frankiwsk 2002.
- Gespräche mit Taras Prochasko / Freund Li Bo, Bruder Du Fu (Балачки з Прохаськом / Друже Лі Бо, брате Ду Фу). Piramida, Lwiw 2010.
- Winter in Tysmenyzja (Зима в Тисмениці). Kiew 2014.
- Ella Fitzgeralds Küsse (Поцілунок Елли Фіцджеральд). A-Ba-Ba-Ha-La-Ma-Ha, Kiew 2015.
- Warmes Ocker (Тепла вохра). Lineja-NW, Iwano-Frankiwsk 2016.

### Gedichte in Übersetzungen
- The selected poems of Oleh Lysheha: Translated by the author and James Brasfield. Cambridge/Mass. 1999.
- Rybo-Wino-Kur. Antologia literatury ukrainskiej ostatnich dwudziestu lat. Hrsg. von Ola Hnatiuk. Warschau 1994.
- Oleh Lyscheha, in: Hans Thill (Hrsg.), Vorwärts, ihr Kampfschildkröten, übers. von Stefaniya Ptashnyk und Petro Rychlo. Heidelberg 2006, 125–144.
- Habicht, Dniestr, Der Junge, Gedichte übers. von Beatrix Kersten, in: Radar 4 / 2011, S. 36–42 (ukr.-poln.-dt.)

### Essays
- Blumen im dunklen Zimmer, in: Blumen im dunklen Zimmer (Квіти в темній кімнаті), hrsg. von Wolodymyr Danylenko. Genesa, Kiew 1997.
- Altes Gold (Старе золото). Piramida, Lwiw 2015.

### Übersetzungen
- Oleh Lyscheha / Ihor Sujew, Erzählungen aus dem alten China (Оповідки давнього Китаю). Dnipro, Kiew 1990.

### Interviews (Auswahl)
- Lyscheha (Interview mit Taras Prochasko). Lineja-NW, Iwano-Frankiwsk 2003, erneut abgedruckt 2010 in dem von Piramida herausgegebene Band Freund Li Bo, Bruder Du Fu.

Quelle: